# 竜井駅 (中国)
龍井駅（りゅうせいえき、中国語: 龙井站、朝鮮語: 룡정역）とは、中華人民共和国吉林省延辺朝鮮族自治州龍井市に位置する朝開鉄路、および和龍鉄路の駅である。市中心地から北東方向に徒歩20分程に位置している。龍井駅から徒歩3分の場所に龍井バスターミナルが在り、公共交通機関としての役割を互いに補っている。

## 歴史
- 1935年 - 開業。
- 2013年10月29日 - 三代目の駅舎にリニューアル。

## 隣の駅
中華人民共和国鉄道部
朝開鉄線
朝陽川駅 - 龍井駅 - 開山屯駅

## ギャラリー
- 龍井駅の営業時間
- 駅舎利用時間は13時半から16時
- 龍井駅に通じる道路
- 龍井バスターミナル
- 龍井バスターミナル内部
- 龍井バス時刻表。龍井市から隣の和龍市への路線はない
- 龍井バス料金表